# Козловская культура
Козловская культура — археологическая культура эпохи неолита в Зауралье в V — начале IV тысячелетия до нашей эры. Названа по поселению Козлов мыс-I Тюменского района Тюменской области, входящему в комплекс памятников неолитической и раннебронзовой Андреевской культуры.
Синхронна памятникам кошкинского типа (Кошкинская культура). Ареал — среднее Зауралье (Свердловская область, южная часть Тюменской и северная часть Курганской областей). Поселения чаще всего занимают возвышенные участки по берегам рек, реже — озер.

## История исследования
Стоянка Козлов Мыс I не является ранненеолитической[прояснить], открыта и частично исследована археологом Валерием Николаевичем Чернецовым. Однако название культуры — было сохранено[прояснить]. На памятниках культуры присутствуют несколько групп керамики, характерных для однонаправленных схем развития неолитических культур Зауралья и севера Западной Сибири.
Козловская культура сформировалась на основе культуры среднезауральского мезолита, возможно, при некотором воздействии прикаспийских (лолинской) и приаральских (кельтеминарской) культур, характеризует автохтонную линию развития, которая находит продолжение в позднем неолите (Полуденская культура).
Население козловской группы в большей степени занималось охотой и вело подвижный образ жизни.
Поселения культуры занимают возвышенные участки по берегам рек, реже — озер. Состоят из одного-двух жилищ-полуземлянок с глубиной котлована до 0,8 м, с очагами в центре. Площадь жилищ — 38-46 м². Кроме поселений известны памятники-холмы, где найдена ранненеолитическая керамика козловского типа. Исследователи считают холмы (А. А. Спицын, А. И. Россадович) погребальными сооружениями, культовыми местами, возникшими на месте ранненеолитических поселений. Холмы имели высоту до 3 м, диаметр от 20 до 50 м, многослойные, с остатками кострищ, большим количеством находок. На отдельных стоянках памятники козловского типа перекрыты полуденскими.